# Jelena Peeters
Jelena Peeters (* 19. Dezember 1985 in Turnhout) ist eine belgische Inlineskate-Sportlerin, Eisschnellläuferin und Olympiateilnehmerin. Sie hält den belgischen Rekord im Eisschnelllauf auf allen Distanzen zwischen 1000 und 5000 Meter. Bei der Eisschnelllauf Weltmeisterschaft 2013 belegte sie Platz 13 über die 3000 Meter. Bei der Eisschnelllauf-Mehrkampfeuropameisterschaft 2013 wurde sie 15. Sie ist eine von sieben belgischen Athleten bei den Olympischen Spielen in Sotschi 2014. Dort belegte sie über 3000 Meter den 12. Platz.